# LTT 9779 b
LTT 9779 b는 지구로부터 약 260 광년 정도 떨어진 LTT 9779란 항성을 돌고 있는 외계 행성이다. 초고온 해왕성에 속하는 외계 행성이 된다.

## 특징
LTT 9779 b는 모항성인 LTT 9779와 너무 가까워서 온도가 매우 높은 초고온 해왕성에 속하는 해왕성형 행성이다. 모항성이 너무나도 가까워서 1년이 고작 19시간밖에 되지 않으며 표면의 온도가 1700°이상으로 매우 뜨거운 행성이다. 이로 인하여 LTT 9779 b는 수증기가 존재하지 않으며 행성이 조석 고정되어 있다. 천문학에서 2020년에 최초로 발견한 첫 초고온해왕성이며 본래에는 토성이나 목성처럼 큰 가스 행성이였지만 모항성과 거리가 지금과 같이 가까워지면서 지금의 크기로 축소된 것으로 보인다.

## 같이 보기
- 천문학
- 외계행성
- 목성형 행성